# Ackley (Wisconsin)
Ackley – miasto w Stanach Zjednoczonych, w stanie Wisconsin, w hrabstwie Langlade.